# 2001 QW322
2001 QW322, também escrito como 2001 QW322, é um objeto transnetuniano (TNO) que está localizado no cinturão de Kuiper, uma região do Sistema Solar. Este objeto é classificado como um cubewano. O mesmo possui uma magnitude absoluta de 7,8 e, tem um diâmetro com cerca de 128 km. Este corpo celeste é um sistema binário, o outro componente, o S/2001 (2001 QW322) 1, possui um diâmetro estimado em cerca de 126 km. por isso é improvável que ele possa ser classificado como um planeta anão, devido ao seu tamanho relativamente pequeno. Eles foram apelidados de Antipholus e Antipholus em honra aos gêmeos de A Comédia dos Erros de Shakespeare.
Em 2008, um trabalho foi publicado mostrando que o sistema binário tem um período orbital anormalmente longo (para um objeto binário transnetuniano, asteroide ou outro corpo menor do sistema solar) cerca de 25-30 anos. O raio orbital é extremamente alto (105 000 a 135 000 km), enquanto a excentricidade é invulgarmente baixa (<0,4). Todos estes parâmetros estão localizados nas extremidades da faixa normal para estes objetos.
O grande espaço e baixa excentricidade contribui para tornar o sistema propenso a separação, e a sua expectativa de vida é estimada na ordem de um bilhão de anos.

## Descoberta
2001 QW322 foi descoberto no dia 27 de julho de 2001 por John J. Kavelaars, Jean-Marc Petit, Brett Gladman e Matthew J. Holman através do Telescópio Canadá-França-Havaí.

## Órbita
A órbita de 2001 QW322 tem uma excentricidade de 0,026, possui um semieixo maior de 43,917 UA e um período orbital de cerca de 291 anos. O seu periélio leva o mesmo a uma distância de 42,839 UA em relação ao Sol e seu afélio a 44,995 UA.